# Guillem Kettler de Curlàndia
Guillem Kettler de Curlàndia (en alemany Wilhelm Kettler von Kurland i en letó Vilhelms Ketlers) va néixer a Jelgava (Letònia) el 20 de juliol de 1574 i va morir a la ciutat polonesa de Kukułowo el 17 d'agost de 1640. Era un noble letó fill del duc de Curlàndia i Semigàlia Gotthard Kettler (1517-1587) i de la duquessa Anna de Mecklemburg-Gustrow (1533-1602).
En morir el seu pare, el 1587, el seu germà gran Frederic Kettler va heretar el ducat, però el 1595 va decidir partir-lo en dues parts: Frederic es quedava Zemgale i Guillem Curlàndia amb la ciutat de Kuldiga com a capital. Però el 1616 va ser deposat del ducat, després d'un conflicte amb la noblesa, i es va haver d'exiliar a Pomerània. Acollit Boguslaw XIV de Pomerània el 1628 es va recloure a l'abadia de Kucklow, on residí fins a la seva mort.

## Matrimoni i fills
El 22 d'octubre de 1609 es va casar amb la princesa prussiana Sofia Hohenzollern (1582-1610), filla d'Albert Frederic Hohenzollern de Prússia (1553-1618) i de Maria Elionor de Julich-Kleve-Berg (1550-1608). La seva dona morí en néixer el seu primer fill Jacob (1610-1682), casat amb Lluïsa Carlota de Brandenburg (1617-1676).